# Famille Affaitati
Pour les articles homonymes, voir Affaitati.

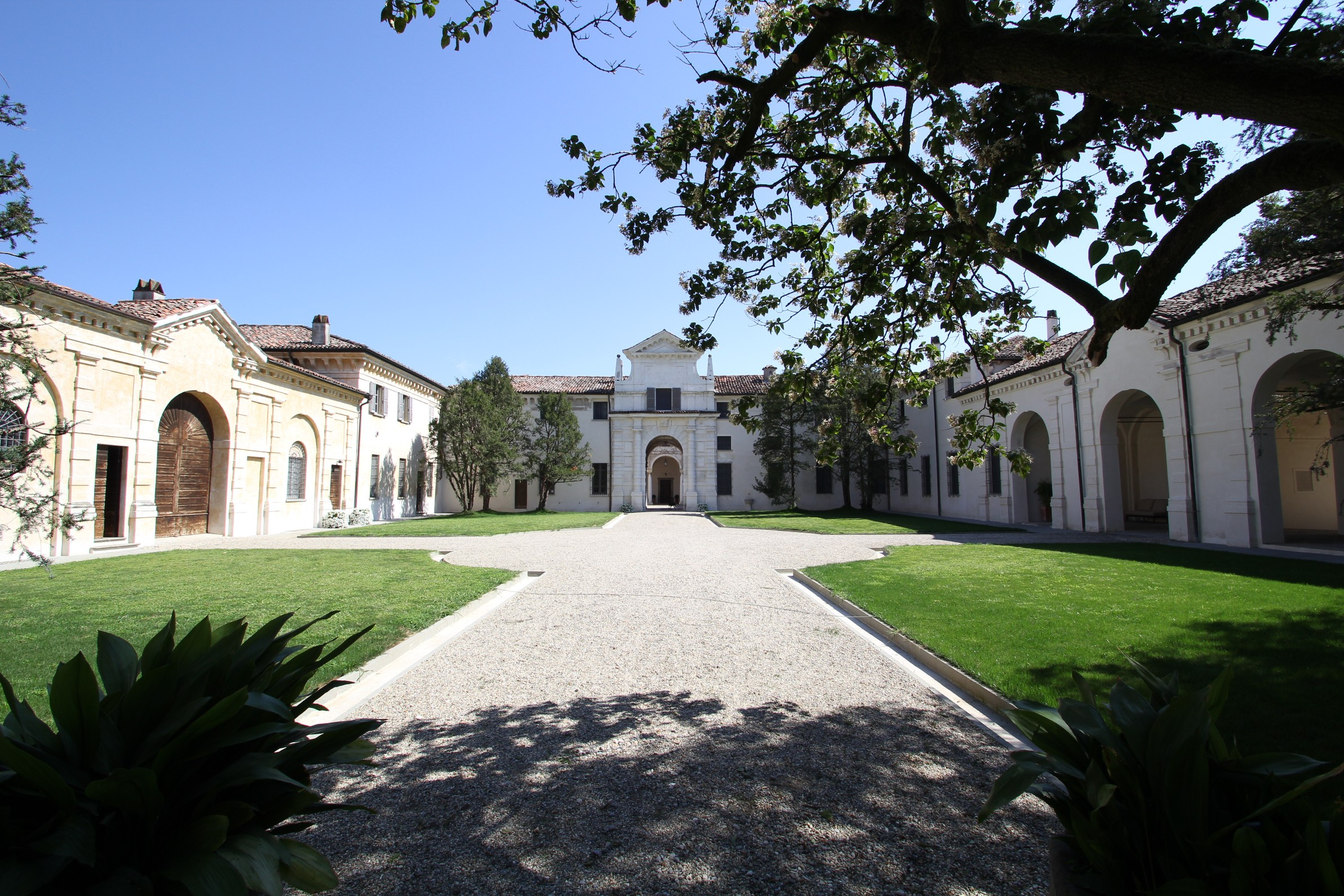
Villa Affaitati di Grumello

La famille Affaitati est à l'origine une famille italienne de marchands et de banquiers issue de Crémone.
Elle a fait construire de 1561 à 1570 le palais Affaitati à Crémone qui abrite aujourd'hui le musée municipal et la villa Afffaitati à Grumello .(Museo Civico Ala Ponzone) depuis 1930 ou 1936.
La famille belge éteinte d'Affaytadi, comtes et Princes de Ghistelles, est une branche de cette famille. Elle s'établit à Anvers au XVIe siècle. Elle reçut concession par l'empereur Ferdinand Ier de Habsbourg du titre de prince de Hilst. Giovan Carlo d'Affaytadi est connu pour avoir été un proche soutien de Charles Quint qu'il a notamment aidé en lui prêtant de grandes sommes d'argent. Charles Quint, en retour, l'autorisa en 1545 à acheter la baronnie de Ghistelles qui sera plus tard élevée en comté. Il meurt assassiné à Crémone en 1609
La famille Affaitati de Barletta. Rugiero Affaitati vice-roi de Naples.
De Naples à Bari puis à Barletta avec le titre de  noble Patricien de Barletta et l'investiture 
Du titre de Marquis DE Canosa  aujourd'hui famille Marini Affaitati . 
Membre du registre officiel de la noblesse d Italie . Palais à Barletta . Armoiries : bleu azur au grifon d'or une tour d'or surmontée d'un pélican d'argent recouvrant ses petits .

## Armes

### Branche italienne
Blasonnement : « d'azur au griffon d'or. Cimier : une tour d'or sommée d'un pélican avec ses petits d'argent. » famille Marini Affaitati . Marquis de Canosa . Noble de Barletta .

### Branche belge
Blasonnements:

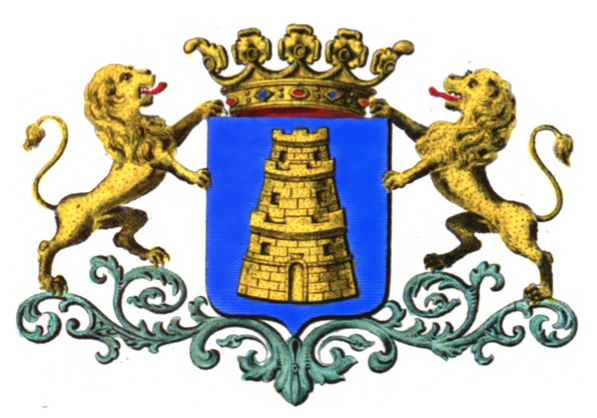
Armoiries de la famille d'Affaytadi de Ghistelles (Belgique)

- « d'azur à une tour d'or chargée de 3 couronnes l'une sur l'autre. »[8]
- « d'azur à la tour de trois étages d'or portillée de sable. Cimier : un pélican avec ses petits dans son aire d'or. Supports : deux lions d'or lampassés de gueules. »[1]
- « Videlicet ut sit scutum totum crocei seu aurei coloris, in quo appareat surgens ex imo in altum arx turrida colore caeruleo conspicua, tam in medio ubi etiam pergula circundatur, quam in cacumine fenestris et pinnaculis ornata, habens inferius portam patentem, eiusque fastigio insistat pelicanus candidus, qui vulnerato pectore pullos cruore suo perfundere videatur, superiorem vero dimidiam campi partem occupet aquila nigra biceps, expansis alis et pedibus, hiantibus rostris, in alterutro capite diadema aureum gestans. »[9]
- Branche non-princière : « d'azur à la tour à trois étages crénelés d'or. Couronne à cinq fleurons. Supports : deux lions d'or. »[10]

## Preuves de noblesse
- 23 mai 1563 à Innsbruck : élévation de la terre de Hilst en principauté du Saint-Empire romain germanique avec concession de ce titre à Jean-François d'Affaytadi, baron de Ghistelles par l'empereur Ferdinand Ier[9].
- 8 janvier 1564 à Wenen : concession motu proprio du titre de comte de Ghistelles et du Saint-Empire romain germanique transmissible à la primogéniture mâle pour Jean-François d'Affaytadi par le même empereur[9].
- 8 janvier 1564 à Wenen : concession motu proprio du titre de comte de Soresino transmissible à la primogéniture mâle pour Cosimo et Cæsar d'Affaytadi, frères de Jean-François par le même empereur[9].
- 21 janvier 1676 à Madrid : élévation de la baronnie de Ghistelles en comté avec concession de ce titre à Jean-François d'Affaytadi par Charles II[9].
- 5 mai 1827 à Bruxelles : reconnaissance de noblesse avec le titre de comte pour tous en faveur d'Auguste-Augustin-Joseph-Ghislain d'Affaytadi de Ghistelles, capitaine d'artillerie, par le roi Guillaume Ier[9]. Elenco ufficiale nobiliare italiano

## Alliances
van der Fosse, de Montmorency (seigneurs de Cressy), van der Noot, d'Ongnies, de Prant (seigneurs de Blaesvelt), de Thiennes (barons de Heuckelom, seigneurs de Caestre, Rumbeke etc.)